# Stefan Windscheif
Stefan Windscheif (* 10. September 1987 in Iserlohn) ist ein ehemaliger deutscher Volleyball- und Beachvolleyballspieler.

## Karriere Halle
Da sein Vater beim TuS Iserlohn Volleyball spielte, entschied sich der zwölfjährige Stefan für den gleichen Sport beim gleichen Verein. Später wechselte der Iserlohner zum Oberligisten TV Hörde. Ab der Saison 2006/07 spielte der Außen- und Diagonalangreifer für den Zweitligisten VV Humann Essen. 2011 wurde er vom Ligakonkurrenten TSG Solingen Volleys verpflichtet.

## Karriere Beach
2001 spielte Stefan Windscheif sein erstes Beachvolleyballturnier. Er erreichte mit seinem langjährigen Partner Jonathan Erdmann das Halbfinale bei der U18-Europameisterschaft 2004. Dieses Ergebnis konnten die beiden ein Jahr später bei der Weltmeisterschaft U19 bestätigen. 2006 wurden die beiden deutschen Beacher Volleyball-Europameister der U20 in Ankaran in Slowenien und im kommenden Jahr errangen sie die Bronzemedaille bei der WM U21. 2008 kamen Windscheif/Erdmann bei der Europameisterschaft der U23 auf den vierten Platz. Im folgenden Jahr traten die beiden zum ersten Mal gemeinsam international im Erwachsenenbereich an und erreichten bei den FIVB-Turnieren in Shanghai den neunten Platz und in Rom sogar den siebten Platz. Mit dem 17. Platz in Mysłowice in Polen endete die Zusammenarbeit der beiden erfolgreichen Beachvolleyballer. Während Jonathan Erdmann seitdem mit Kay Matysik ein Duo bildete, spielte Stefan Windscheif zunächst einige FIVB-Turniere mit Stefan Uhmann, ehe er seinen Europameisterschaftstriumph wiederholte, diesmal bei der U23 mit Alexander Walkenhorst.
Anschließend wurde Sebastian Dollinger der Partner von Stefan Windscheif. Die beiden hatten schon Ende 2008 zum ersten Mal zusammen gespielt, waren damals beim FIVB-Turnier in Manama in der Qualifikation eigentlich ausgeschieden, profitierten als „Lucky Loser“ jedoch von der Absage einiger Teams und erreichten mit der Bronzemedaille ihren bisher größten Erfolg. Dem folgte gleich im nächsten Turnier in Sanya ein neunter Platz, 2009 verbesserten sich die beiden am gleichen Ort auf den siebten Platz.

### 2010
Am Anfang lief es noch nicht so gut, eine internationale Platzierung unter den Top Acht gelang Windscheif/Dollinger erst beim fünften Turnier des Jahres in Moskau. Dort erreichten die beiden Deutschen mit dem fünften Platz ihr zweitbestes Ergebnis bis dahin überhaupt bei einem FIVB Turnier im Erwachsenenbereich. Nach dem Aus in Gstaad am Ende der Gruppenphase trotz eines besseren Satzverhältnisses und Ballquotienten gegenüber einem Kontrahenten dauerte es bis zum vorletzten Turnier der Weltserie, bis sich die Athleten des Hamburger Sportvereins wieder im Vorderfeld platzieren konnten. In Mariehamn belegten die beiden Deutschen nach vier Siegen und zwei Niederlagen den siebten Platz. Am Wochenende zuvor waren sie nach einer Niederlage im Viertelfinale gegen die österreichischen Silbermedaillengewinner Clemens Doppler und Matthias Mellitzer Neunte bei den Europameisterschaften in Berlin geworden. Bei den deutschen Meisterschaften am Timmendorfer Strand wurden Sebastian Dollinger und Stefan Windscheif Vierte.

### 2011
Beim ersten Turnier des Jahres der FIVB Tour in Brasilia konnten der gebürtige Iserlohner und sein Partner keinen Sieg erringen. Etwas besser lief es in Schanghai mit dem 17. Platz und in Prag mit dem dreizehnten Rang im Gesamtklassement. Nach dem Ausscheiden in der Qualifikation beim Grand Slam in Peking erreichten die beiden Athleten des Hamburger Sportvereins bei den Weltmeisterschaften in Rom mit einer Niederlage gegen Ferramenta/Pedro aus Brasilien und zwei Siegen gegen die Russen Barsuk/Yutvalin sowie die Ingrosso Zwillinge aus Italien die Hauptrunde. Nach einem Sieg über die Schweizer Gabathuler/Schnider scheiterten die beiden Deutschen anschließend äußerst knapp mit 21:23 im dritten Satz an den späteren Vizeweltmeistern Ricardo/Márcio Araújo und wurden Neunte. Diese Platzierung konnten Windscheif/Dollinger noch einmal in Moskau erreichen. Bei den weiteren Turnieren unterlagen sie entweder schon in der deutschen Vorausscheidung gegen Böckermann/Urbatzka (Gstaad und Stare Jablonki) oder scheiterten in der Qualifikation (Stavanger und Klagenfurt). Bei den Åland Open waren Windscheif/Dollinger direkt für das Hauptfeld qualifiziert und belegten den siebzehnten Platz. Am folgenden Wochenende nahmen die Hamburger an den Deutschen Meisterschaften teil. Sie besiegten Huth/Lüdike, Kaczmarek/Walkenhorst, Brink/Reckermann und im Halbfinale Klemperer/Koreng. Im zweiten Duell mit den amtierenden Europameistern Brink und Reckermann unterlagen Stefan Windscheif und Sebastian Dollinger und wurden somit deutscher Vizemeister.

### 2012
2012 wurden Dollinger/Windscheif nach mehreren neunten Plätzen bei der FIVB World Tour Dritter bei den Deutschen Meisterschaften.

### 2013
Bei der Europameisterschaft in Klagenfurt erreichten Dollinger/Windscheif den fünften Platz.  Bei den Deutschen Meisterschaften wurden sie erneut Dritter. Danach trennten sich die beiden.

### 2014–2016
Ab 2014 spielte Windscheif wieder mit seinem ehemaligen U23-Partner Alexander Walkenhorst. Nach enttäuschenden Ergebnissen bei der Weltmeisterschaft in den Niederlanden und bei der Europameisterschaft in Klagenfurt trennten sich Walkenhorst und Windscheif im August 2015 wieder. Anschließend spielte Windscheif bis Juli 2016 an der Seite von Sebastian Fuchs.

## Privates
Nach seiner professionellen Beachvolleyball-Karriere studierte Windscheif Rechtswissenschaften und ist seit 2021 zugelassener Rechtsanwalt.